# Слідство ведуть ЗнаТоКі. Свідок
«Слідство ведуть ЗнаТоКі. Свідок» — 9-я частина радянського телевізійного детективного серіалу «Слідство ведуть ЗнаТоКі» 1973 року.

## Сюжет
Знаменський веде справу щодо хуліганства. Молода людина, випускник архітектурно-будівельного інституту Олексій Дьомін, захищаючи дівчину від цвинтарного каменетеса Платонова, що чіплявся до неї, отримав важке каліцтво — втратив зір, можливо, назавжди. Головний свідок, інженер ТЕЦ Ігор Сергійович Власов, який випадково опинився поблизу і бачив бійку на власні очі, спочатку сам зголосився викрити хулігана, але тепер чомусь не поспішає допомагати слідству: вкрай скупо розповідає про подробиці побаченого, відмовляє, намагається виправдати Платонова. Після кількох довгих бесід Пал Палич переконується, що якась темна історія з минулого Власова заважає його відвертості.
Несподівано Власов вирішує відвідати постраждалого в лікарні, а після цього з'являється з повинною. Виявляється, п'ять років тому сам він зробив практично таке ж діяння: почав приставати до привабливої дівчини на вулиці, а коли молодий хлопець заступився за неї — вдарив хлопця ключем, який опинилися в руці; той впав і не міг піднятися. Власов втік з місця події, але не знає, чим скінчилася та історія. Припускати можна що завгодно: хлопець міг відбутися легкими забоями, але міг постраждати і серйозно, і в цьому випадку Власова чекає суд. Фільм закінчується сценою, в якій Знаменський телефоном запитує у картотеці про описану Власовим подію. Результат запиту залишається невідомим.

## Ролі та виконавці

### Головні ролі
- Георгій Мартинюк —  Знаменський
- Леонід Каневський —  Томін
- Ельза Леждей —  Кібріт

### У ролях
- Микола Скоробогатов —  Іван Федотович Дьомін
- Микола Волков —  Ігор Сергійович Власов
- Всеволод Платов —  Платонов
- Володимир Герасимов —  Олексій Дьомін
- Олена Юргенсон —  Рита
- Варвара Сошальська —  Тамара Георгіївна, мати Томіна
- Неллі Зінов'єва —  Таня
- Кирило Глазунов —  конвоїр
- Валентина Мартинюк —  чергова у в'язниці

## Знімальна група
- Режисер — В'ячеслав Бровкін
- Сценаристи — Олександр Лавров, Ольга Лаврова
- Оператор — Владислав Єфімов
- Композитор — Марк Мінков
- Художник — Лариса Мурашко